# Giải bóng đá hạng nhì quốc gia Cộng hòa Síp 1982–83
Giải bóng đá hạng nhì quốc gia Cộng hòa Síp 1982–83 là mùa giải thứ 28 của bóng đá hạng nhì Cộng hòa Síp. Ermis Aradippou FC giành danh hiệu đầu tiên.

## Thể thức thi đấu
Có 14 đội tham gia Giải bóng đá hạng nhì quốc gia Cộng hòa Síp 1982–83. Tất cả các đội đều thi đấu 2 trận, một trân sân nhà và một trận sân khách. Đội nhiều điểm nhất sẽ lên ngôi vô địch. Hai đội đầu bảng xuống hạng Giải bóng đá hạng nhất quốc gia Cộng hòa Síp 1983–84. Hai đội cuối bảng xuống hạng Giải bóng đá hạng ba quốc gia Cộng hòa Síp 1983–84.

### Hệ thống điểm
Các đội bóng nhận được 2 điểm cho một trận thắng, 1 điểm cho một trận hòa và 0 điểm cho một trận thua.

## Thay đổi so với mùa giải trước
Các đội thăng hạng Giải bóng đá hạng nhất quốc gia Cộng hòa Síp 1982–83
- Alki Larnaca FC
- Aris Limassol FC

Các đội xuống hạng từ Giải bóng đá hạng nhất quốc gia Cộng hòa Síp 1981–82
- Keravnos Strovolou FC
- Evagoras Paphos

Các đội thăng hạng từ Giải bóng đá hạng ba quốc gia Cộng hòa Síp 1981–82
- Digenis Akritas Ipsona
- Anagennisi Deryneia FC

Các đội xuống hạng Giải bóng đá hạng ba quốc gia Cộng hòa Síp 1982–83
- Akritas Chlorakas
- Digenis Akritas Morphou FC

## Bảng xếp hạng
| Vị thứ | Đội                       | St. | T. | H. | B. | BT. | BB. | BT. | Đ. | Ghi chú                                                                  |
| ------ | ------------------------- | --- | -- | -- | -- | --- | --- | --- | -- | ------------------------------------------------------------------------ |
| 1      | Ermis Aradippou FC        | 26  |    |    |    |     |     |     | 41 | Vô địch-thăng hạng Giải bóng đá hạng nhất quốc gia Cộng hòa Síp 1983–84. |
| 2      | Ethnikos Achna FC         | 26  |    |    |    |     |     |     | 37 | Thăng hạng Giải bóng đá hạng nhất quốc gia Cộng hòa Síp 1983–84.         |
| 3      | Evagoras Paphos           | 26  |    |    |    |     |     |     | 29 |                                                                          |
| 4      | Anagennisi Deryneia FC    | 26  |    |    |    |     |     |     | 27 |                                                                          |
| 5      | Keravnos Strovolou FC     | 26  |    |    |    |     |     |     | 27 |                                                                          |
| 6      | Orfeas Nicosia            | 26  |    |    |    |     |     |     | 25 |                                                                          |
| 7      | PAEEK FC                  | 26  |    |    |    |     |     |     | 24 |                                                                          |
| 8      | Apollon Lympion           | 26  |    |    |    |     |     |     | 24 |                                                                          |
| 9      | AEM Morphou               | 26  |    |    |    |     |     |     | 23 |                                                                          |
| 10     | Chalkanoras Idaliou       | 26  |    |    |    |     |     |     | 23 |                                                                          |
| 11     | Kentro Neotitas Maroniton | 26  |    |    |    |     |     |     | 23 |                                                                          |
| 12     | Digenis Akritas Ipsona    | 26  |    |    |    |     |     |     | 23 |                                                                          |
| 13     | Adonis Idaliou            | 26  |    |    |    |     |     |     | 22 | Xuống hạng Giải bóng đá hạng ba quốc gia Cộng hòa Síp 1983–84.           |
| 14     | Othellos Athienou FC      | 26  |    |    |    |     |     |     | 16 | Xuống hạng Giải bóng đá hạng ba quốc gia Cộng hòa Síp 1983–84.           |

Hệ thống điểm: Thắng=2 điểm, Hòa=1 điểm, Thua=0 điểm
Quy tắc xếp hạng: 1) Điểm, 2) Hiệu số, 3) Bàn thắng